# Zuntan (köpinghuvudort i Kina, Hainan Sheng, lat 19,81, long 110,30)
Zuntan är en köpinghuvudort i Kina. Den ligger i provinsen Hainan, i den södra delen av landet, omkring 26 kilometer söder om provinshuvudstaden Haikou. Antalet invånare är 21 920. Befolkningen består av 10 385 kvinnor och 11 535 män. Barn under 15 år utgör 24,0 %, vuxna 15-64 år 65 %, och äldre över 65 år 10,0 %.
Runt Zuntan är det tätbefolkat, med 297 invånare per kvadratkilometer. Närmaste större samhälle är Dongshan, 9,9 km sydväst om Zuntan. I omgivningarna runt Zuntan växer huvudsakligen savannskog.
Genomsnittlig årsnederbörd är 2 382 millimeter. Den regnigaste månaden är juli, med i genomsnitt 350 mm nederbörd, och den torraste är januari, med 21 mm nederbörd.